# 공주 나들목
공주 나들목(Gongju IC)은 충청남도 공주시 월미동과 우성면 귀산리에 걸쳐 설치된 서산영덕고속도로의 10번 교차로이다. 나들목 진출입로 및 요금소는 쌍신동과 접하고 있다. 공주시내로 진출할 수 있으며 인근에 공주대학교가 위치해 있다. 나들목 구조상 진출입 도로가 북공주 분기점과 연결되어 있어 서산영덕고속도로 서산방향에서 이 나들목으로 진출하거나 이 나들목에서 서산영덕고속도로 서산방향으로 진입 시 논산천안고속도로 천안 방향으로 갈 수 있다.

## 연혁
- 2009년 5월 28일 : 당진상주고속도로 당진 ~ 대전 구간 개통에 따라 영업 개시[1]

## 구조물 정보
- 위치: 충청남도 공주시 월미동, 우성면 귀산리
- 영업소: 충청남도 공주시 당진영덕고속도로 66 (쌍신동)

## 접속하는 노선・도로

### 서산・영덕방면
- 서산영덕고속도로 (10번)

### 북공주방면
- 논산천안고속도로 공주 나들목 ~ 북공주 분기점 연결도로

### 신관동방면
- 백제큰길
- 공주나들목로
- 간접 연결 : 국도 제32호선 (금벽로, 생명과학고 교차로 이용)

## 교통량 정보
| 요금소        | 통행량 (대/일) | 통행량 (대/일) | 통행량 (대/일) | 통행량 (대/일) | 통행량 (대/일) | 통행량 (대/일) | 통행량 (대/일) | 통행량 (대/일) | 통행량 (대/일) | 통행량 (대/일) | 각주  |
| 요금소        | 2007년         | 2008년         | 2009년         | 2010년         | 2011년         | 2012년         | 2013년         | 2014년         | 2015년         | 2016년         | 각주  |
| ------------- | -------------- | -------------- | -------------- | -------------- | -------------- | -------------- | -------------- | -------------- | -------------- | -------------- | ----- |
| 공주 (폐쇄식) | 미개통         | 미개통         | 2,470          | 2,945          | 3,093          | 3,053          | 3,329          | 3,416          | 3,535          | 3,709          | [ 2 ] |
| 요금소        | 2017년         | 2018년         | 2019년         |                |                |                |                |                |                |                | [ 2 ] |
| 공주 (폐쇄식) | 3,746          | 3,555          | 3,764          |                |                |                |                |                |                |                | [ 2 ] |